# 7-й стрелковый корпус (1-го формирования)
7-й стрелковый корпус (7-й ск) — воинское соединение в РККА Советских Вооружённых Сил СССР до и во время Великой Отечественной войны.

## История. 1-е формирование
XI съезд РКП(б) принял постановление по вопросу об укреплении Красной Армии. Он потребовал установить строго организованный военный, учебный и хозяйственный режим в армии. Вместе с тем признал обременительной для нашей страны армию численностью в 1 млн. 600 тыс. человек. После съезда Центральный Комитет партии постановил сократить Красную Армию к концу 1922 г. до 800 тысяч человек. Сокращение армии обусловило необходимость перестройки органов управления и организационной структуры войск. Высшим войсковым соединением стал корпус в составе двух-трёх дивизий. Дивизии состояла из трёх полков. Бригада как самостоятельное соединение, упразднялось. Во второй половине 1922 года начинается формирование управлений стрелковых корпусов (см. Штаб).
По приказу командующего Вооружёнными Силами Украины и Крыма № 654/168 от 1 июня 1922 года в г. Запорожье в Украинском военном округе (далее УкрВО)началось формирование корпуса. В состав корпуса вошли 25-я и 30-я стрелковые дивизии.
В 1923 года в состав корпуса вошла 80-я стрелковая дивизия.
В 1925 года корпус имел в своём составе 25, 30 и 80-ю сд.
В 1931 года корпус имел в своём составе 25, 30 и 75-ю сд.
17 мая 1935 года Украинский военный округ разделён на Харьковский и Киевский военные округа. Корпус вошёл в состав Харьковского военного округа (далее ХарВО).
1 июля 1935 года корпус имел в своём составе 30, 41 и 80-ю сд.
С 22 июня по август 1941 года корпус участвовал в Великой Отечественной войне.
Управление корпуса находилось:
- в г. Запорожье (1 июня 1922 — июнь 1924).
- в г. Днепропетровск (июнь 1924 — сентябрь 1939).
- в г. Жмеринка (сентябрь — октябрь 1939).
- в г. Днепропетровск (октябрь 1939—1941).

## Полное название
7-й стрелковый корпус

## Подчинение
- Украинский военный округ Вооружённых Сил Украины и Крыма (01.06.1922-28.08.1923)
- Украинский военный округ Вооружённых Сил СССР (28.08.1923-17.05.1935)
- Харьковский военный округ (17.05.1935-12.10.1939)
- Одесский военный округ (12.10.1939-20.06.1940)
- 9-я армия Южного фронта (12.10.1939-20.06.1940)
- Одесский военный округ (10.07.1940-22.6.1941)

## Командование
Командиры корпуса:
- Грязнов, Иван Кенсоринович: с 20 июня 1922 по 10.1922,
- Бахтин, Александр Николаевич (31.10.1922 — сентябрь 1923),
- Грязнов, Иван Кенсоринович: с сентября 1923 по июнь 1924,
- Мулин, Валентин Михайлович: с июня 1924 по март 1931,
- Рогалёв, Фёдор Фёдорович (? — июнь 1937),
- Кальван, Иосиф Иванович, комбриг: сентябрь 1937 — 2 декабря 1937 (арестован),
- Добросердов, Константин Леонидович, генерал-майор (15.02.1938 — 02.08.1941).[1]

Помощники командира по политической части и начальники политотдела корпуса:
- Кавалерс, Рудольф Эдуардович дивизионный комиссар (1929 — 1937) с перерывами на учйбу и командировки

## Состав
На 1922:
- Управление
- Корпусные части и подразделения
- 25-я стрелковая дивизия
- 30-я стрелковая дивизия
- Каркинитская группа войск
- Севастопольская крепость и береговая артиллерия Крымского полуострова

На 1923:
- Управление
- Корпусные части и подразделения
- 25-я стрелковая дивизия
- 30-я стрелковая дивизия
- 80-я стрелковая дивизия

На 1931:
- Управление
- Корпусные части и подразделения:

- 7-й тяжёлый артиллерийский полк — штаб в г. Днепропетровск
- 7-й батальон связи — штаб в г. Днепропетровск
- 7-й сапёрный батальон — штаб в г. Днепропетровск
- 7-я гидротехническая рота — г. Днепропетровск

- 25-я стрелковая дивизия
- 30-я стрелковая дивизия
- 75-я стрелковая дивизия

На 1935:
- Управление
- Корпусные части и подразделения:

- 7-й артиллерийский полк
- 7-й батальон связи
- 7-й сапёрный батальон
- 7-я гидротехническая рота

- 30-я стрелковая дивизия
- 41-я стрелковая дивизия
- 80-я стрелковая дивизия

На 3.07.1940:
- Управление корпуса:[2]
- Корпусные части и подразделения
- 51-я стрелковая дивизия
- 150-я стрелковая дивизия
- 164-я стрелковая дивизия
- 14-я тяжёлая танковая бригада

На 22.06.1941:
- Управление корпуса.[3],[4]
- Корпусные части и подразделения:

- 272-й корпусной артиллерийский полк.
- 377-й корпусной артиллерийский полк.
- 44-й отдельный батальон связи.
- 8-й отдельный сапёрный батальон.

- 116-я стрелковая дивизия.[3][4]
- 196-я стрелковая дивизия.[5],[3][4]
- 206-я стрелковая дивизия.[3][4]

На 5.07.1941:
- Управление корпуса
- Корпусные части и подразделения
- 147-я стрелковая дивизия
- 206-я стрелковая дивизия

## Боевая деятельность
1922 год. Создание корпуса
Войска находившиеся на территории Украинской Социалистической Советской Республик назывались Вооружённые Силы Украины и Крыма.
С 21 апреля проводилась реорганизация ВС Украины и Крыма, проводилось слияние Киевского ВО и Харьковского ВО в один Юго-Западный военный округ.
27 мая Юго-Западный военный округ получил новое название Украинский военный округ.
27 мая командующий войсками ХарВО издал приказ № 807/220 о формировании 7-го ск в г. Запорожье.
В связи с тем, что управление Харьковского военного округа расформировывалось командующий ВС Украины и Крыма издал приказ № 654/168 от 1 июня 1922 г. о формировании 7-го ск в г.Запорожье.
В корпус входили 25-я сд и 30-я сд.
1923 год. Переход к территориальной системе комплектования и обучения
1 января корпус (25-я сд и 30-я сд) входил в состав УкрВО с управлением корпуса в г. Запорожье. Красноармейцы корпуса читали окружной журнал «Красная рота». Окружная газета «Красная Армия» издавалась на украинском и русском языках. Командный состав корпуса (командиры отделений, помощники командиров взводов, старшины, командиры взводов, командиры рот, командиры батальонов (дивизионов), командиры полков, начальник дивизии) носили нарукавные знаки отличия на полях клапанов: у командиров стрелковых подразделений был цвет — красный, у командиров кавалерийских подразделений — синий, у командиров артиллерийских подразделений — чёрный.
25-я сд 7-го ск в числе первых трёх дивизий округа переведена на новый принцип комплектования — территориальный.
С 1923 года в УкрВО формируются новые территориальные стрелковые дивизии. Для 7-го ск предназначалась 80-я стрелковая дивизия.
1924 год. 1924—1925 годы. Военная реформа
1 января корпус (25, 30, 80-я сд) входил в состав УкрВО с управлением корпуса в г. Запорожье. Командир корпуса Гарькавый И. И.
Весной проведён первый регулярный призыв в армию. Боевая подготовка в соединениях и частях становилась регулярной.
В июне ЦК РКП(б) принял постановление о введении единоначалия в Красной Армии. Единоначалие поднимало роль и авторитет советского командного состава, повышало его ответственность за обучение и воспитание подчиненных. Командиры проходили переаттестацию.
В июне управление корпуса переведено из г. Запорожье в г.Днепропетровск.
В 1924 году в округе, в воинских соединениях и частях прошли партийные совещания и собрания с повесткой дня об антиленинских выступлениях троцкистов. Политический рост коммунистов и сплочённость партийных организаций позволили противостоять партии против различных идейных оппозиционных групп.
2 октября начальник Политуправления РККА подписал распоряжение о новой организации политических занятий, вместо политчаса устанавливаются ежедневные политзанятия по 2 часа. Растет роль культурно-просветительных учреждений. Центром коммунистического воспитания воинов и пропаганды ленинизма становятся ленинские уголки, созданные в Красной Армии в целях увековечения памяти В. И. Ленина. При клубах и ленинских уголках работает широкая сеть кружков по повышению военного, политического, общеобразовательного и культурного уровня красноармейцев.
В 1924 году проводится всеукраинский месячник ремонта казарм. Подобным мероприятиям уделяется большое внимание и в последующие годы.
Осенью проведён второй регулярный призыв в армию.
1925 год
1 января корпус входил в состав УкрВО с управлением корпуса в г. Днепропетровск. Командир корпуса Гарькавый И. И.
В состав корпуса входили:
- 25-я сд (территориальная)
- 30-я сд (территориальная)
- 80-я сд (территориальная)

В летнем периоде обучения 1925 года командиры корпусного, дивизионного и полкового звеньев большое внимание уделяли тактической подготовке. Занятия по тактической подготовке проводились совместно со стрелковой подготовкой. По указанию командующего войсками округа А. И. Егорова проводились 3 — 4-дневные полевые выходы подразделений для проведения тактических занятий местности. Переменный состав терармейцев проходил обучение в этот летний период обучения методом учебных сборов. Во время сборов проводились занятия по боевой подготовке красноармейцев и командного состава в составе подразделений и штабов.
Красноармейцы корпуса черпали военные и политические знания из окружной газеты «Красная Армия» на украинском и русском языках и военно-политического журнала «Армия и революция». Окружной журнал «Красная рота» перестал издаваться. В 1925 году политуправление округа для переменного состава территориальных частей начало издавать на украинском языке газету «Червоноармеец».
1926 год
1 января корпус (25-я, 30-я, 80-я сд) входил в состав УкрВО с управлением корпуса в г. Днепропетровск. Командир корпуса Гарькавый И. И.
Корпус (25, 30, 80-я сд) принял участие в окружных манёврах вместе с 6-м (15, 51, 95-я сд) , 14-м ск (7,45,46-я сд), окружным полком связи, окружным понтонным батальоном. ЦК КП (б)У, Реввоенсовет округа и командующий войсками округа И. Э. Якир на хорошо оценили боевую подготовку войск принявших участие в манёврах.
1929 год. 1929—1937 годы. Перевооружение армии
25 февраля ЦК ВКП(б) принимает постановление «О командном и политическом составе РККА». ЦК ориентировал политработников и командиров-партийцев воспитывать воинов быть преданными Советской власти, различать классового врага.
15 июля ЦК ВКП(б) принимает постановление «О состоянии обороны СССР». В постановлении ЦК отметал, что планомерное развитие Советских Вооружённых Сил в годы военной реформы 1924—1925 годов и последующие годы укрепило их боеспособность, повысило идейную закалку военнослужащих, повысило техническую оснащённость. Войска Украинского военного округа, составлявшие на то время почти четвёртую часть от общей численности Красной Армии подтверждали эти выводы. В постановлении ЦК ставит задачу РВС СССР — наряду с модернизацией существующего вооружения добиться в течение ближайших двух лет разработки опытных образцов, а затем внедрения в армию современных типов артиллерийских орудий, самолётов и танков.
1931 год
1 января управление корпуса в г. Днепропетровске.
Состав корпуса:
Корпусные части:
- 7-й тяжёлый артполк — штаб в г. Днепропетровск.
- 7-й батальон связи — штаб в г. Днепропетровск.
- 7-й сапёрный батальон — штаб в г. Днепропетровск.
- 7-я гидротехническая рота — г. Днепропетровск.

25-я стрелковая дивизия имени В. И. Чапаева. Управление дивизии в г. Полтава.
Состав дивизии:
- 73-й сп — штаб в г.Полтава
- 74-й сп — штаб в г. Полтава
- 75-й сп — штаб в г. Кременчук (ныне Кременчуг)
- 25-й артиллерийский полк — штаб в г. Кременчук
- 25-й конный эскадрон — в г. Полтава
- 25-я рота связи — в г. Полтава
- 25-я сапёрная рота — в г. Кременчук

30-я Иркутская стрелковая дивизия имени ВЦИК. Управление дивизии в г. Днепропетровск.
Состав дивизии:
- 88-й сп — штаб в г.Павлоград
- 89-й сп — штаб в г. Днепропетровск
- 90-й сп — штаб в г.Запорожье
- 30-й артиллерийский полк — штаб в г. Днепропетровск
- 30-й конный эскадрон — в г. Днепропетровск
- 30-я рота связи — в г. Днепропетровск
- 30-я сапёрная рота — в г. Днепропетровск

75-я стрелковая дивизия. Управление дивизии в г.Лубны.
Состав дивизии:
- 223-й сп — штаб в г.Пирятин
- 224-й сп — штаб в г. Хорол
- 225-й сп — штаб в г. Лубны
- 75-й артиллерийский полк — штаб в г.Миргород
- 75-й конный эскадрон — в г. Лубны
- 75-я рота связи — в г. Лубны
- 75-я сапёрная рота — в г. Лубны

1935 год
1 января. 7-й территориальный ск входил в состав УкрВО.
Управление корпуса в г. Днепропетровске.
В составе корпуса были:
- 30-я территориальная сд, тип «А».[9]
- 25-я территориальная сд, тип «А».[9]
- 75-я территориальная сд, тип «А».[9]

По плану мобилизационного развёртывания на 1935 год 7-й ск (территориальный) должен был сформировать 25-й ск.,
По плану мобилизационного развёртывания территориальные дивизии тип «А» сначала разворачивались до штатов военного времени, а затем выделяли кадр для формирования дивизий 2-й очереди (некоторые — и для 3-й очереди). 25-я сд разворачивала 72-ю сд. 30-я сд разворачивала 132-ю сд и 139-ю сд. 75-я сд разворачивала 151-ю сд.
17 мая образован Харьковский военный округ, командующий войсками округа командарм 2-го ранга Дубовой, Иван Наумович. Управление округа в г.Харьков. Харьковский военный округ входил в состав Юго-Западного направления. В состав округа вошёл и 7-й ск. В связи с реформированием изменился состав корпусов.
1 июля корпус имел состав:
- Управление в г. Днепропетровск.[7],[13]
- 7-й корпусной артиллерийский полк в г. Днепропетровск.
- Другие корпусные части.
- 30-я стрелковая дивизия, территориальная.[13]
- 41-я стрелковая дивизия.[13]
- 80-я стрелковая дивизия.[13]

30-я Иркутская ордена Ленина, Краснознамённая сд имени ВЦИК (территориальная)
- Управление дивизии в г. Днепропетровск.[13]
- 89-й сп в г. Днепропетровск.[13]
- 88-й Краснознамённый сп в г. Павлоград.[13]
- 90-й Краснознамённый сп в г. Запорожье.[13]
- 30-й Краснознамённый артиллерийский полк в г. Днепропетровск.[13]
- 30-й конный эскадрон
- 30-я рота связи
- 30-я сапёрная рота

41-я сд (территориальная)
- Управление дивизии в г. Кривой Рог.[13]
- 121-й полк дислоцировался в г. Кривой Рог.[13]
- 122-й полк дислоцировался в г. Александрия.[13]
- 123-й полк дислоцировался в г. Никополь.[13]
- 41-й артполк дислоцировался в г. Кривой Рог.[13]
- 41-й конный эскадрон
- 41-я рота связи
- 41-я сапёрная рота

80-я ордена Ленина сд им. Пролетариата Донбасса (территориальная)
- Управление дивизии в г. Артёмовск.[13]
- 238-й полк дислоцировался в г. Мариуполь.[13]
- 239-й полк дислоцировался в г. Славянск.[13]
- 240-й полк дислоцировался в г. Луганск.[13]
- 80-й артполк дислоцировался в г. Артёмовск.[13]
- 80-й конный эскадрон дислоцировался в г. Луганск.
- 80-я рота связи дислоцировалась в г. Артёмовск.
- 80-я сапёрная рота дислоцировалась в г. Сталино (в 2013 г. Донецк).

В октябре в своём приказе командующий войсками округа И. Э. Якир отметил 30-ю и 80-ю сд в числе лучших соединений округа. Успехи личного состава были достигнуты благодаря дисциплинированности и сознательности командно-начальствующего состава, добросовестному выполнению им своих служебных обязанностей и огромной идейно-воспитательной работе командиров, политических работников, партийных и комсомольских организаций среди красноармейцев.
1936 год
1 января Управление корпуса в г. Днепропетровске.
- 30-я сд. Численность 1992 чел.[14]
- 41-я сд. Численность 1862 чел.[14]
- 80-я сд. Численность 1992 чел.[14]

1937 год
1 января Управление корпуса в г. Днепропетровске.
- 30-я сд. Управление в г. Днепропетровске. Численность 3100 чел.[14]
- 41-я сд. Управление в г. Никополе. Численность 3100 чел.[14]
- 80-я сд. Управление в г. Мариуполе. Численность 3100 чел.[14]

1938 год
1 января Управление корпуса в г. Днепропетровске.
- 30-я сд. Управление в г. Днепропетровске. Численность 3100 чел.[14]
- 41-я сд. Управление в г. Никополе. Численность 3100 чел.[14]
- 80-я сд. Управление в г. Мариуполе. Численность 3100 чел.[14]

15 февраля командиром корпуса назначен комбриг К. Л. Добросердов.
В марте командиру корпуса комбригу К. Л. Добросердову присваивается воинское звание комдив.
1939 год
15 мая
Управление корпуса в г. Днепропетровске.
- 30-я сд. Численность 5220 чел.[14]
- 41-я сд. Численность 5220 чел.[14]
- 80-я сд. Численность 5220 чел.[14]

13 июля Комитет обороны при СНК СССР утвердил постановление № 199сс о развёртывании стрелковых соединений.
15 августа Нарком обороны издал директиву № 4/2/48605 для ХВО, по которой предписывалось с 25 августа по 1 декабря 1939 сформировать новые управления стрелковых корпусов, перевести кадровые дивизии на новый штат в 8900 человек и развернуть новые дивизии тройного развёртывания по 6 000 человек. Эти мероприятия затронули и 7-й ск.
1 сентября началась германо-польская война.
4 сентября
Управление корпуса в г. Днепропетровске. Командир корпуса комдив К. Л. Добросердов.
- 30-я сд. Численность 5850 чел.[14]
- 41-я сд. Численность 5850 чел.[14]
- 80-я сд. Численность 5850 чел.[14]

### Освободительный поход Красной Армии
17 сентября
Войска Украинского фронта начали военный поход в восточные районы Польши — Западную Украину.,
Управление корпуса в сентябре перемещено из г. Днепропетровска в г. Жмеринка Винницкой области, но в состав Действующей армии не входило.
41-я и 80-я сд входили в состав Действующей армии 17-28.09.1939, но оставались в резерве. 30-я сд осталась в г. Днепропетровске.
2 октября
К началу октября войска Украинского фронта были усилены. В числе войск усиления были дивизии корпуса. 41-я сд входила в состав 6-го ск 6-й армии.
80-я сд (в источнике 30-я сд — возможно это опечатка источника) входила в состав Кавалерийской армейской группы.
Управление корпуса в октябре перемещено из г. Жмеринка в г. Днепропетровск.
11 октября создан Одесский военный округ. Днепропетровская область и управление 7-го ск вошли в состав округа. Управление корпуса расположилось в г. Днепропетровске. 30-я сд вошла в состав округа. Численность 3000 чел. 41-я и 80-я сд остались в составе Украинского фронта.
17 октября управление корпуса в г. Днепропетровске.
1940 год
Управление корпуса в г. Днепропетровске.
4 июня командиру корпуса комдиву К. Л. Добросердову присваивается воинское звание генерал-майора.
20 июня
Корпус вошёл в состав Южного фронта 9-й армии. Командир корпуса генерал-майор К. Л. Добросердов.
По директиве фронта управления 35-го ск, 37-го ск и 7-го ск, 173-я, 176-я, 30-я, 164-я, 51-я, 95-я, 147-я, 150-я стрелковые дивизии и 15-я моторизованная дивизия; 21-я легкотанковая бригада, 522-й, 110-й, 320-й, 124-й, 430-й, 439-й артполки и 317-й артдивизион РГК сосредотачиваются в районе — г. Дубоссары, г. Тирасполь, Плоское, Шибка.
28 июня
В 6.30 войска 9-й армии заняли исходное положение.
В 11.00 после получения ответа румынского правительства советские войска получили новую задачу — без объявления войны занять Бессарабию и Северную Буковину.
В 13.15 командующий войсками 9-й армии издал боевой приказ № 2, уточнявший задачи войск:
- 7-й ск должен был навести переправы для 5-го кавалерийского корпуса через реку Днестр, который пойдёт в Бессарабию. 7-й ск после обеспечения переправы останется своими частями на месте.[2]

В 14.00 войска 9-й армии начали операцию по занятию территории Бессарабии.
Наведение перепав вызвало осложнения. К 18.00 дело ещё не ладилось.
287-й стрелковый полк 51-й стрелковой дивизии занял в 17.40 г. Бендеры.
По железнодорожному мосту в г. Бендеры с 20.00 переправлялись 18-й и 30-й танковые полки дивизий 5-го кк и 14-я тяжёлая танковая бригада.
29 июня
Войска 5-го кк утром завершили переправу через Днестр. 9-я кд переправлялась с 2.30 севернее Бендер, а 32-я кд — с 5.30 у Красногорки.
3 июля
С 14.00 советско-румынская граница была закрыта и следовательно войска фронта выполнили свою задачу.
Состав корпуса:
- 51-я сд
- 150-я сд
- 164-я сд
- 14-я ттбр

51-я сд участвовала в параде в г. Бендеры в ознаменование освобождения трудящихся Бессарабии: личного состава — 3 139, лошадей — 530, орудий — 120, танков — 12, тракторов — 66, автомашин — 32).
7 июля. В Бессарабии 51-я стрелковая дивизия оставалась в районе Килия, Старая Сарата, Аккерман.
С 8-9 июля войска Южного фронта выступили в поход к местам постоянной дислокации.
1941 год

### Великая Отечественная война
22 июня
Корпус был в составе войск ОдВО и имел состав: 116-я, 196-я, 206-я сд, 272-й и 377-й корпусные ап, 44-й отдельный бс, 8-й отдельный сапб.
196-я сд
Командир дивизии генерал-майор К. Е. Куликов.
Заместитель командира дивизии по политической части старший батальонный комиссар Чечельницкий.
Начальник штаба дивизии майор В. М. Шатилов
Управление дивизии в г. Днепропетровске.
116-я сд
Командир дивизии полковник Я. Ф. Ерёменко.
Управление дивизии в г. Одессе.
206-я сд
Командир дивизии полковник С. И. Горшков.
На рассвете Генеральный штаб Красной Армии передал в штаб корпуса телеграмму, в которой открытым текстом сообщалось, что гитлеровская Германия напала на Советский Союз. Германские войска перешли западную государственную границу на всём её протяжении. Ряд крупных советских городов в первые же часы нападения подвергся жестокой бомбардировке… и приказ: привести войска в полную боевую готовность.
Ранним утром 196-я сд была поднята по тревоге. До личного состава командиры довели информацию о начале войны.
В полдень личный состав дивизии слушал выступление по радио Народного комиссара иностранных дел В. М. Молотова, который но поручению Политбюро ЦК ВКП(б) и Советского правительства сообщил о нападении гитлеровской Германии на Советский Союз. В частях прошли митинги. Выступавшие бойцы и командиры говорили о том, что не пожалеют жизни за свою Родину, отдадут все силы на разгром врага. Все выступавшие на митингах просили командование дивизии как можно скорее направить дивизию на фронт.
Через несколько часов от командования Одесского военного округа поступило распоряжение о сосредоточении дивизии в Днепропетровске, приготовиться к погрузке в железнодорожные эшелоны. Лагерь свернули и вышли на марш.
23 июня
Корпус начал отмобилизование: получал личный состав по штатам военного времени, боевую технику и имущество. Корпус обеспечивал оборону промышленных объектов Днепропетровской области. Продолжалась боевая и политическая подготовка личного состава.,
25 июня
ОдВО вошёл в состав Южного фронта. Командующий войсками фронта издал свою директиву о составе войск фронта. 7-й ск (93, 142, 196, 206-я стрелковая дивизии) вошёл в состав фронта с подчинением Военному Совету фронта и должен был прибыть к месту расположения в районе Котовска и Балты Одесской области.
29 июня
Войска Юго-Западного фронта продолжали вести сдерживающие бои. К 30 июня противник захватил города Ковель, Луцк, Ровно, Дубно, Львов.
Войска 6-й армии удерживали рубеж по реке Горынь. На участке Гоща, г. Острог, противник рвался к г. Новоград-Волынскому. Когда германцам удалось форсировать Горынь и захватить г. Острог, создалось угрожающее положение на шепетовском направлении. В этот критический момент Ставка передала Юго-Западному фронту 7-й стрелковый корпус с Южного фронта и 109-ю моторизованную дивизию из 16-й армии.
Корпус прекратил отмобилизование. Управление корпуса, корпусные части погрузились в железнодорожные эшелоны и убыли из города Днепропетровска.
196-я сд погрузилась в эшелоны. Она выдвигалась в район западнее Рахны (см. Винницкая область) в распоряжение командующего 18-й армией.
3 июля Управление корпуса, корпусные части, 147-я и 206-я сд следовали в железнодорожных эшелонных на Юго-Западный фронт.
4 июля. Участок обороны фронта 6-й армии. Группа войск полковника М. И. Бланка. Бои проходили уже в пределах Шепетовского укреплённого района. 109-я моторизованная дивизия весь день вела бои на улицах города Шепетовки.
5 июля
Дивизии корпуса, прибывавшие в район Шепетовки по замыслу командования фронта, должны были встретиться в бою с войсками 1-й германской танковой группы и остановить их.
6.00. Участок обороны фронта 6-й армии
Утром на помощь частям 109-й мд (часть сил 381-го мсп, 2-й мсб 602-го мсп, специальные подразделения), оборонявшимся в Шепетовке подошли дивизии 7-го стрелкового корпуса (командир корпуса генерал-майор К. Л. Добросердов). 109-я мд начала отход на Полонное на линию обороны Новоград-Волынского УРа.
Начальник штаба 6-й армии приказал командиру 109-й мд с выходом частей 37-го стрелкового корпуса на рубеж Вербовцы отходить с левого фланга 7-го корпуса в армейский резерв в район Барбаровка, Улашиновка и сосредоточиться к 8 июля 1941.
В 12.00 штаб корпуса получил директиву штаба фронта № 00402.
С 5 июля 199-я сд 49-го ск занимала оборону в южном секторе Новоград-Волынского укрепрайона на участке Броники — Новый Мирополь (Мирополь) — Коростки.
Войска 7-го ск (147-я и 206-я сд) не смогли изменить обстановку и оставили Шепетовский укреплённый район.
6 июля
Дивизии корпуса выгружались из эшелонов и двигались к назначенным рубежам в походных колоннах. Командирам приходилось решать вопросы организации боя с учётом тех сил и средств, которые были в наличии. Сосед справа 19-й мк также вёл бои с противником и не мог установить связь с командованием корпуса. 19-й мк вёл бои к югу от г. Новоград-Волынского.
Связь между штабом фронта и штабом корпуса по-прежнему не установлена. Делегаты связи фронта безуспешно его разыскивали весь день.
Передовые части противника вышли на рубеж Новый Мирополь (50 км восточнее г. Шепетовки). 6 июля авиаразведка установила в 10.30 движение колонны до 80 танков на дороге Полонное, Новый Мирополь.,
У населённого пункта Новый Мирополь (населённый пункт восточнее Полонное, у железной дороги Шепетовка — Полонное — Бердичев) подразделения Новоград-Волынского укреплённого района не оказав должного сопротивления оставили свои позиции, противник вверг в панику 617-й сп 199-й сд 49-го ск, который тоже оставил свои позиции. После этого прорыва управлением дивизии связь с двумя полками была потеряна. Дивизия понесла большие потери в личном составе и материальной части.,
1-я германская танковая группа наступала на узком участке. Войска 19-го мк и 7-го ск не сдержали напора германских войск. На участке г. Новоград-Волынский, Новый Мирополь советский фронт был прорван. Войска 48-го германского моторизованного корпуса устремились по незащищённой дороге на г. Бердичев.
7 июля
В 16.00 передовые части 11-й германской тд вошли на улицы Бердичева. В бой вступили отдельные подразделения гарнизона. Войска 7-го ск были связаны боями с другими частями 1-й германской танковой группы. Командование корпуса информацию получало несвоевременно. Об этом несчастье ни в штабе 6-й армии, ни в штабе фронта пока не знали.
Только вечером в штаб фронта поступило первое донесение от командира корпуса генерал-майора К. Л. Добросердова о том, что передовые подвижные части противника сделали прорыв у Нового Мирополя и совершили бросок на юго-восток.
К концу дня делегат связи фронта смог таки установить, что какие-то части корпуса ещё 5 и 6 июля отходили через г. Бердичев на г. Белая Церковь.
Войска левого фланга 5-й армии держали оборону в первой полосе Новоград-Волынского укреплённого района. В 23.00 Уполномоченным Военного совета 5-й армии полковником Бланком 7-му ск поставлена задача, предотвратить обход противником, в том числе и танками, своего левого фланга, не допустить их прорыва на г. Житомир. Противотанковая оборона возлагалась на 5-ю противотанковую артиллерийскую бригаду. Штаб оперативной группы с 4.00 8 июля будет на северной окраине с. Федоровка.,
Противник взял г. Бердичев.
8 июля
Корпус удерживал занятые позиции в Но-ВоУре. 206-я сд вела бой у г. Новоград-Волынский. 147-я сд вела бой севернее Нового Мирополя, а частью подразделений отошла на Бердичев и далее на Белую Церковь.
Противник захватил г. Новоград-Волынский.
7-й ск (206-я сд и основные части 147-й сд) вместе со 199-й сд 49-го ск оказались в окружении севернее Нового Мирополя.
Германские войска из 13-й германской тд вошли в 60-километровый разрыв между боевыми порядками 5-й и 6-й армий и вдоль Житомирского шоссе двинулись к г. Киеву. к
9 июля
Командир 199-й сд Алексеев (из 49-го ск), занимавшей оборону в том числе у Нового Мирополя, на основании якобы устного приказа командира 7-го ск, приказал 492-му сп приказал отходить. Остальным полкам этот приказ передан не был. Командование дивизии, оставив части, бежало с поля боя. Флаг 7-го ск оголился.
Противник взял г. Житомир.
Главные силы корпуса продолжали удерживать вверенный рубеж обороны к северу от Нового Мирополя. Дивизии корпуса, обойдённые с севера и с юга, сражаются в окружении. Некоторая часть подразделений 147-й сди, оказавшаяся на направлении главного удара противника, отходила на Белую Церковь.
10 июля
7-й ск (управление корпуса, корпусные части, основные части 206-й и основные части 147-й сд) вместе со 199-й сд 49-го ск вели бои в окружении севернее Нового Мирополя. Предложения германского командования о сдаче в плен отклонялись.
11 июля
Германские войска из 13-й германской тд, идя вдоль Житомирского шоссе к г. Киеву, были остановлены советскими войсками на рубеже реки Ирпень.
Вышедшие из окружения части 206-й стрелковой дивизии получили указание сосредоточиться в г. Фастове и занять там круговую оборону.
7-й ск (управление корпуса, корпусные части, основные части 206-й и основные части 147-й сд) во главе с командиром корпуса генералом К. Л. Доброседовым вместе со 199-й сд 49-го ск вели бои в окружении севернее Нового Мирополя. В середине дня командующий войсками фронта генерал-полковник М. П. Кирпонос принимает решение для усиления гарнизона Киевского укрепрайона передать те части 206-й сд и 147-й сд, которые не оказались в окружении. 147-ю сд (вторая часть — 600-й и 640-й сп), возглавил ещё один командир дивизии полковник С. К. Потехин. Обе дивизии были малочисленны и слабо вооружены.
12, 13, 14, 15, 16, 17, 18 июля
Основные силы корпуса вели бои в окружении.
19, 20 июля
В конце июля окружённые войска корпуса, руководимые командиром корпуса, сумели выйти из окружения.
Август
Корпус расформирован в августе 1941 г.